# Sima (geologia)
Sima o SIMA (acronimo composto dalle prime lettere di "silicio" e "magnesio") è il termine utilizzato in geologia per riferirsi allo strato più profondo della crosta terrestre.
Il sima è composto da rocce ricche di minerali silicati e magnesio, e rocce basiche (composizione simile al basalto), posto sotto il sial tutto intorno alla Terra.
Lo strato di sima è anche chiamato "crosta basale" o "strato basale", poiché è lo strato più basso della crosta terrestre. Poiché i fondali oceanici sono principalmente sima, viene a volte chiamato anche "crosta oceanica".

## Petrologia

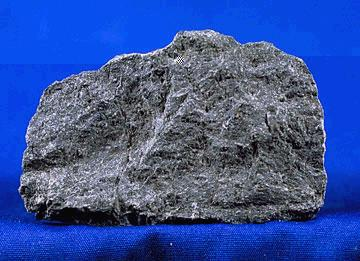
Basalto

Il sima ha una densità di 2800–3300 kg/m3 (maggiore rispetto al sial), dovuta a maggiori quantità di ferro e magnesio, e minore quantità di alluminio. Quando il sima denso affiora, forma rocce femiche o rocce con minerali mafici. Il sima più denso ha meno silice e forma rocce ultrafemiche.